# Leeuwerikkwartel
De leeuwerikkwartel (Ortyxelos meiffrenii) is een vogel uit de familie Turnicidae (vechtkwartels). Deze vogel is genoemd naar de Franse ornitholoog Guillaume Meiffren-Laugier de Chartrouse.

## Verspreiding en leefgebied
Deze soort komt voor van Mauritanië en Senegal tot Soedan, Ethiopië en Kenia.